# Akira Watanabe
Akira Watanabe (渡辺 明) (né le 23 avril 1984 à Tokyo) est un joueur professionnel de shogi japonais. Il a remporté de nombreux titres parmi les plus prestigieux ; il est en particulier Kiō honoraire et Ryūō honoraire grâce à cinq victoires d'affilée respectivement de 2012 à 2016 et de 2004 à 2008.

## Premières années
Akira Watanabe a appris à jouer au shogi avec son père, lui même 5-dan amateur.
En 1994 Watanabe passe l'examen d'entrée de l'école de shogi de la Fédération japonaise de Shogi, qu'il intègre avec le grade de 6-kyū. Il étudie alors le shogi sous la direction de Kazuharu Shoshi.

## Carrière au shogi
Watanabe est promu professionnel avec le grade de 4-dan le 1er avril 2000 à l'âge de quinze ans, devenant ainsi le quatrième joueur de l'histoire à atteindre ce rang tout en étant encore élève dans l'enseignement secondaire, après Hifumi Kato, Koji Tanigawa et Yoshiharu Habu.
Il participe à sa première finale d'un tournoi majeur en octobre 2003 face à Yoshiharu Habu dans un match en cinq parties pour le titre d'Oza. Watanabe parvient à mener 2 à 1 mais Habu remporte les deux dernières parties et conserve son titre. Bien qu'il ait perdu le match, Watanabe fut surnommé « l'homme qui fit trembler Habu » car la main de Habu tremblait lorsqu'il joua le coup gagnant de la dernière partie de la finale.
En décembre 2004, Watanabe conquiert son premier titre majeur en battant 4 à 3 Toshiyuki Moriuchi en finale du Ryūō. Il n'était alors âgé que de vingt ans et huit mois ce qui en fit le plus jeune détenteur d'un titre majeur. Lorsque l'année suivante il défend son titre avec succès face à Kazuki Kimura il devient à l'âge de vingt et un ans le plus jeune joueur promu au rang de 9-dan.
En mars 2007, Watanabe remporte le premier match officiel organisé entre un joueur professionnel et un ordinateur ; il bat le programme de shogi Bonanza, le meilleur à l'époque.
En 2008, Watanabe défend dans un match en sept parties son titre de Ryūō pour la cinquième année face à Habu, qui l'avait lui-même détenu six fois non consécutivement par le passé. Le vainqueur du match allait donc devenir le premier Ryūō honoraire de l'histoire. Habu remporta les trois premières parties mais gagna Watanabe les quatre suivantes, devenant ainsi Ryūō honoraire, ainsi que le premier joueur à remporter un match en sept parties après avoir perdu les trois premières,,.
En 2011, Watanabe affronte Toshiaki Kubo en finale du Kiō mais perd 1 à 3. Il atteint de nouveau la finale en 2013 face à Masataka Goda et l'emporte, devenant le huitième joueur de l'histoire à détenir trois titres majeurs simultanément.
Watanabe défend avec succès son Kiō en 2014 contre Hiroyuki Miura, en 2015 contre Habu, en 2016 contre Amahiko Sato et en 2017 contre Shota Chida. Cette cinquième victoire consécutive lui permet d'obtenir le titre de Kiō honoraire.
En 2013, Watanabe accède à la finale du Ōshō qu'il remporte 4 à 1 face à Yasumitsu Sato. Il conserve son titre l'année suivante face à Habu mais le perd en 2014 face à Gōda.

### Palmarès
Watanabe a participé à 44 finales de titre majeur et en a remporté 31. Il a également remporté onze tournois mineurs.

#### Titres majeurs
| Titre  | Victoires               | Victoires | Finales perdues        |
| ------ | ----------------------- | --------- | ---------------------- |
| Meijin | 2020 – 2022             | 3         | 2023                   |
| Ryūō   | 2004 – 2012, 2015, 2016 | 11        | 2013, 2017             |
| Kiō    | 2012 – 2021             | 10        | 2010, 2022             |
| Osho   | 2012, 2013, 2018 – 2020 | 5         | 2014, 2021             |
| Ōza    | 2011                    | 1         | 2003, 2012             |
| Kisei  | 2019                    | 1         | 2007, 2013, 2020, 2021 |
| Oi     |                         |           | 2024                   |

#### Tournois secondaires
| Tournoi                       | Victoires              | Victoires | Finales perdues      |
| ----------------------------- | ---------------------- | --------- | -------------------- |
| Asahi Open                    | 2012                   | 1         | 2013-2015 2018, 2022 |
| Coupe NHK                     | 2012                   | 1         | 2005, 2011           |
| Ginga Sen                     | 2005, 2007, 2011, 2014 | 4         | 2019, 2021           |
| Nihon Shogi series (Coupe JT) | 2014, 2018-2019, 2024  | 4         | 2011                 |
| Coupe Daiwa                   | 2008                   | 1         |                      |
| Shinjin-O                     | 2005                   | 1         |                      |

#### Classement annuel des gains en tournoi
Watanabe a figuré dans le Top 10 du classement annuel des joueurs de shogi remportant le plus de gains (ja) chaque année depuis 2004, et dans le Top 3 douze fois en quatorze ans. Il a été en tête du classement en 2013 (5 finales de tournois), 2017 et 2021 (5 finales).
| Année | Montant gagné | Rang |
| ----- | ------------- | ---- |
| 2004  | 24 420 000 ¥  | 6e   |
| 2005  | 61 940 000 ¥  | 3e   |
| 2006  | 56 540 000 ¥  | 4e   |
| 2007  | 80 320 000 ¥  | 2e   |
| 2008  | 62 520 000 ¥  | 2e   |
| 2009  | 56 050 000 ¥  | 2e   |
| 2010  | 62 400 000 ¥  | 2e   |
| 2011  | 83 650 000 ¥  | 2e   |
| 2012  | 71 970 000 ¥  | 2e   |
| 2013  | 102 550 000 ¥ | 1er  |
| 2014  | 66 840 000 ¥  | 3e   |
| 2015  | 45 770 000 ¥  | 3e   |
| 2016  | 73 900 000 ¥  | 2e   |
| 2017  | 75 340 000 ¥  | 1er  |
| 2018  | 51 190 000 ¥  | 3e   |
| 2019  | 65 140 000 ¥  | 3e   |
| 2020  | 80 430 000 ¥  | 2e   |
| 2021  | 81 940 000 ¥  | 1er, |

## Vie privée
Watanabe épouse en 2004 Megumi Ina, mangaka et sœur de la joueuse professionnelle Yusuke Ina (en), et ont leur premier enfant la même année. Les époux se sont rencontrés lorsqu'Ina était apprentie professionnelle et ce grâce à leur goût partagé pour les tsume shogi,.

### Parties commentées
- (en) [vidéo] « Miura - Watanabe (6 février 2006, Coupe NHK) », sur YouTube
- (en) [vidéo] « Bonanza - Watanabe (21 mars 2007, premier match officiel professionnel contre machine) », sur YouTube
- (en) [vidéo] « Yashiki - Watanabe (5 juin 2009, Classe B1) », sur YouTube
- (en) [vidéo] « Hirose - Watanabe (24 octobre 2010, Coupe NHK) », sur YouTube
- (en) [vidéo] « Maruyama - Watanabe (24 et 25 novembre 2011, finale du Ryūō) », sur YouTube